# Norton Villiers Triumph
Norton Villiers Triumph (NVT) fou un fabricant de motocicletes anglès que va ser impulsat pel govern del Regne Unit per tal de donar continuïtat a la indústria de la motocicleta britànica. Malgrat els esforços i el suport governamentals, la companyia va acabar fent fallida.

## Creació
Des del 1951, Triumph era propietat del grup BSA. El 1972, aquest grup travessava una etapa de greus problemes financers. La política del govern britànic en aquella època era la de salvar indústries estratègiques amb els diners dels contribuents i, atès que BSA-Triumph havia guanyat el Queen's Awards for Exports uns anys abans, l'empresa es considerava bona candidata per a obtenir suport financer. El govern conservador dirigit per Ted Heath va decidir doncs de rescatar l'empresa, sempre que per a competir amb els japonesos es fusionés amb una altra que també tenia problemes: Norton Villiers (les restes d'Associated Motor Cycles, caiguda el 1966), una filial del conglomerat empresarial britànic Manganese Bronze Holdings.
La nova companyia fusionada es va crear el 1973 i Manganese Bronze va intercanviar el negoci de motocicletes de Norton Villiers pels actius no relacionats amb aquest sector del grup BSA, principalment Carbodies, el fabricant dels típics taxis de Londres (els Austin FX4). Com que BSA era una empresa fallida i una marca coneguda bàsicament al Regne Unit (els productes de la companyia sempre s'havien comercialitzat amb més èxit a l'Amèrica del Nord amb la marca Triumph), el nou conglomerat es va anomenar "Norton Villiers Triumph". Era la consolidació efectiva d'allò que restava de l'antigament dominant indústria de la motocicleta britànica, la qual havia acabat fracassant a causa de l'auge de l'automòbil i de la competència dels fabricants japonesos.
NVT va heretar quatre fàbriques de motocicletes: Small Heath, Birmingham (BSA); Andover, Hampshire, i Wolverhampton (Norton-Villiers) i Meriden, West Midlands (Triumph). Tot i que Meriden era la planta més moderna, els seus treballadors eren els més militants i tenien la pitjor productivitat de les quatre. L'antic director general de Norton-Villiers, procedent de BSA, Dennis Poore, va ser nomenat director general de NVT. Poore, gràcies al seu important paquet d'accions de Norton Villiers i la seva experiència en enginyeria, va esdevenir també accionista i directiu de Manganese Bronze.

## Activitat
Encara mancada de fons per al desenvolupament, la companyia es va limitar a llançar noves versions de productes ja existents, sobretot relacionats amb la popular Norton Commando. Atès que el seu clàssic motor bicilíndric en paral·lel estava aleshores probablement sobredesenvolupat, des de març de 1973 els models Roadster, Hi Rider i Interstate van començar a fer servir un nou motor de 828 cc. Més tard, NVT va produir també el ciclomotor Easy Rider (amb una versió amb pedals per a adolescents inclosa) i la NVT Rambler 125/175 cc. Aquest model duia un motor Yamaha allotjat en un xassís "monoshock" britànic. El quadre d'instruments i les forquilles eren de Yamaha, mentre que els frens i els components de les rodes provenien de tres fabricants italians. La Rambler es va convertir posteriorment en la BSA Tracker. Els diners que hi havia antigament per al desenvolupament s'havien de centrar llavors en el desenvolupament d'un motor. Assumint que els japonesos havien fet un pas endavant dins el mercat, NVT cercava un avantatge competitiu i tenia dos productes susceptibles de ser desenvolupats, tots dos des de la banda BSA de la companyia:
- El motor bicilíndric de 500 cc de pistó esglaonat, amb xassís monocasc d'acer premsat, anomenat internament Wulf[3]
- Un motor rotatiu Wankel que havia estat desenvolupat a partir del de Fichtel & Sachs

Concloent que el mercat de motocicletes de turisme s'estava morint, NVT va triar el Wankel i, com que Peter Williams va guanyar el TT de l'illa de Man de 1973 en la categoria Fórmula 750 i Mick Grant hi va quedar segon amb l'equip oficial de Norton, la decisió va ser instal·lar el nou motor en un nou model Norton. Tanmateix, la infraestructura de l'antiga Norton estava en procés de desaparició, ja que la fàbrica d'Andover va tancar després d'una seguda. Això va coincidir amb la pèrdua del poder del govern conservador de Ted Heath i, arran de les mesures dictades amb l'anomenada Three-Day Week, a partir del juny de 1974, sota el nou govern laborista de Harold Wilson la subvenció governamental a l'empresa es va retirar.
NVT va continuar amb un programa de tancament de fàbriques, decidint concentrar la producció a Wolverhampton i Small Heath. A causa d'una mala gestió de comunicació interna, l'anunci va provocar una seguda a Meriden la qual, atès que aquesta fàbrica produïa peces per a les altres, va acabar provocant el tancament de Small Heath. Després de l'elecció del govern laborista de 1974, es va constituir la cooperativa obrera de Meriden amb NVT com a únic client per a la seva producció, centrada en dos models Triumph de 750 cc: la Bonneville T140V i la Tiger TR7V.
Forçada per la legislació nord-americana a situar el pedal de fre al costat dret de la moto (l'estàndard emprat per la majoria dels altres fabricants, inclosos els japonesos), NVT va reduir la seva gamma a cinc únics models: dos Norton Commando (la Mk.3 Interstate i la Roadster), la Triumph Bonneville T140V, la Triumph Tiger TR7RV i la Triumph Trident T160V. Tant les Norton com la T160 es van millorar mitjançant les novetats d'arrencada elèctrica, fre de disc posterior i l'obligat canvi de pedals: el del canvi de velocitats a l'esquerra i el del fre, a la dreta (fins aleshores, les motocicletes britàniques sempre havien dut el pedal de fre a l'esquerra, ja que era en aquest costat on es col·locaven els sidecars i, per tant, el pedal de fre del sidecar se situava al costat del de la moto, permetent així frenar tant la moto com el sidecar amb un sol peu). El 1980, quan va ser comercialitzada per la mateixa cooperativa de treballadors de Meriden, la Bonneville es va produir amb el seu propi sistema d'arrencada elèctrica. A diferència d'altres motocicletes d'aquella època, les Norton van mantenir tant la palanca d'arrencada com l'arrencador elèctric, essent aquest darrer dispositiu més que res un assistent de l'altre.

## Fallida i tancament

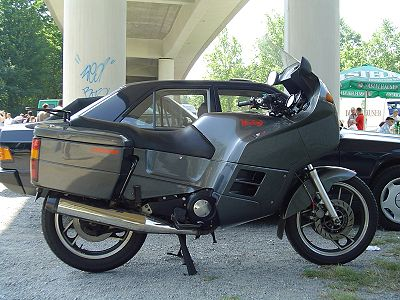
NVT Commander amb motor Wankel, produïda de 1988 a 1992

El juliol de 1975, el nou ministre d'Indústria britànic, Eric Varley, va reclamar un préstec pendent de 4 milions de lliures esterlines i es va negar a renovar els crèdits d'exportació de la companyia. L'empresa va passar a administració judicial i es van anunciar acomiadaments per a tot el personal de les diferents plantes de producció. La de Wolverhampton va tancar el 13 d'octubre d'aquell any, amb 1.600 llocs de treball perduts. Irònicament, tot i que la direcció tenia previst de tancar-lo, el centre de Meriden va sobreviure gràcies al pla del predecessor d'Eric Varley, Tony Benn, de produir la Triumph Bonneville amb una cooperativa de treballadors finançada amb un substancial préstec governamental.
Els nous administradors de NVT van vendre el projecte de la Norton Wankel a inversors privats, la qual cosa va fer que, durant els següents 15 anys, anessin apareixent alguns models de motocicleta amb motor rotatiu sota la marca Norton, amb poc èxit comercial i escàs desenvolupament tècnic. Wolverhampton, en canvi, en no tenir productes viables per a produir, es va reduir a una mena de lloc on mantenir els treballadors ocupats. El centre va presentar un model de Norton Commando actualitzat, anomenat Norton 76, i un de motor bicilíndric de 500 cc basat en el concepte Wulf. Després que Wolverhampton tanqués, un cop va haver fabricat algunes Commando a partir de recanvis restants, els treballadors van agafar les portes de l'antic Tong Castle i les van erigir a l'antiga seu creada per John Marston.
NVT es va liquidar finalment el 1978. Tot i que Norton Villiers Triumph ja no existeix, encara es fabriquen motocicletes amb el nom Triumph; els drets de màrqueting de Triumph es van vendre a la cooperativa de treballadors de Meriden el 1977 i després d'haver passat a administració judicial el 1983, es van vendre a una nova empresa anomenada Triumph Motorcycles Ltd, amb seu a Hinckley, Leicestershire. Dennis Poore es va convertir en director general de Manganese Bronze, càrrec que va ocupar fins a la seva mort el 1987.